# Давитадзе, Дауд Алиевич
Дауд Алиевич Давитадзе — советский хозяйственный, государственный и политический деятель.

## Биография
Родился в 1901 году в селе Урехи. Член ВКП(б) с 1929 года.
С 1920 года — на хозяйственной, общественной и политической работе. В 1920—1954 годах — участник Гражданской войны, в РККА, слушатель Аджаристанской партийной школы, учёба в Тифлисском коммунистическом университете, в Хулойском районном комитете КП(б) Грузии, директор Батумского педагогического техникума, народный комиссар юстиции Аджарской АССР, председатель Президиума Верховного Совета Аджарской АССР.
Избирался депутатом Верховного Совета СССР 2-го и 3-го созывов.

## Награды
- орден Отечественной войны I степени
- орден Трудового Красного Знамени (24.02.1941)